# Leitsweiler
Leitsweiler ist ein Gemeindeteil der Gemeinde Schnelldorf im Landkreis Ansbach (Mittelfranken, Bayern). Leitsweiler liegt in der Gemarkung Gailroth.

## Geographie
Durch das Dorf fließt der Herbstwiesengraben, ein linker Zufluss der Brettach. 1 km östlich liegt das Finsterholz. Die Landes-/Staatsstraße 2247 führt nach Michelbach a.d.Lücke (0,6 km südwestlich) bzw. nach Wettringen (3 km nordöstlich). Eine Gemeindeverbindungsstraße führt nach Gailroth zur St 2222 (0,8 km südlich).

## Geschichte
Der Ort lag im Fraischbezirk des brandenburg-ansbachischen Oberamtes Crailsheim. Ende des 18. Jahrhunderts gab es sieben Anwesen. Grundherren waren die Herren von Schwarzenberg (4 Anwesen), die Reichsstadt Rothenburg (2 Anwesen) und das Kastenamt Crailsheim (1 Anwesen). Von 1797 bis 1808 unterstand der Ort dem Justiz- und Kammeramt Crailsheim.
Mit dem Gemeindeedikt (frühes 19. Jahrhundert) wurde Leitsweiler dem Steuerdistrikt Wettringen und der Ruralgemeinde Gailroth zugeordnet. Im Zuge der Gebietsreform in Bayern wurde Leitsweiler am 1. Juli 1972 nach Schnelldorf eingemeindet.

### Baudenkmal
- Haus Nr. 7: ehemaliges Bauernhaus, eingeschossiger Einfirsthof mit verputztem Fachwerkgiebel, Mitte 19. Jahrhundert[7]

### Einwohnerentwicklung
| Jahr      | 001818 | 001840 | 001861 | 001871 | 001885 | 001900 | 001925 | 001950 | 001961 | 001970 | 001987 |
| Einwohner | 47     | 72     | 68     | 70     | 67     | 72     | 70     | 100    | 66     | 66     | 56     |
| Häuser    | 10     | 12     |        |        | 12     | 13     | 12     | 12     | 12     |        | 12     |
| Quelle    | [ 9 ]  | [ 10 ] | [ 11 ] | [ 12 ] | [ 13 ] | [ 14 ] | [ 15 ] | [ 16 ] | [ 17 ] | [ 18 ] | [ 1 ]  |

## Religion
Der Ort ist seit der Reformation evangelisch-lutherisch geprägt und bis heute nach St. Peter und Paul (Wettringen) gepfarrt. Die Einwohner römisch-katholischer Konfession sind nach Kreuzerhöhung (Schillingsfürst) gepfarrt.